# Позабіржова торгівля цінними паперами
Позабіржова́ торгі́вля — торгівля цінними паперами, яка здійснюється поза біржами. Як правило, на позабіржовому ринку торгують тими цінними паперами, які не пройшли процедури лістингу на біржі.
Хоча біржовий і позабіржовий ринки є конкурентами, вони доповнюють один одного. Позабіржовий ринок цінних паперів має такі переваги: дає змогу співпрацювати з дрібними інвесторами; допомагає розвиватися фондовому ринку на регіональному рівні; підтримує розвиток відкритих електронних та інформаційних мереж, що сприяє покращенню відкритості випуску цінних паперів
Позабіржовий ринок функціонує за допомогою телефонного зв'язку і комп'ютерної мережі. На біржовому ринку працюють провідні у своїх галузях компанії, а позабіржовий через фінансових посередників може використовувати будь-яка компанія чи фірма. Важливими ознаками позабіржового ринку є: відсутність вказаного місця для укладання угод, самоорганізація та пряме узгодження ціни між покупцем і продавцем.
На позабіржовому ринку частку цінних паперів, що торгується, суттєво відрізнятися для країн: у Японії — всього 1 %, у Канаді — 3 %, у США — 25 %, а в Чехії — 58 %. В Україні у 2018 році вона становила 44,2 %. На торгівлю інвестиційних сертифікатів припадало 99,36 %, акцій — 99,5 %, облігацій підприємств — 89,73 %, значно менше державних облігацій — 39,6 % і зовсім мало на похідні деривативи — 1,9 %.